# 野村兼太郎
野村 兼太郎（のむら かねたろう、1896年3月20日 - 1960年6月22日）は、日本の経済学者。経済学博士。専門は経済思想史（江戸時代・経世論）。
日本学士院会員。国文学研究資料館設立発起人。他、東洋貨幣協会名誉会員、社会経済史学会を創立し代表理事等を歴任。

## 来歴
東京府東京市日本橋区浜町（現・東京都中央区日本橋浜町）生まれ。東京府立第三中学校を卒業後、1918年に慶應義塾大学部理財科を卒業。予科教授を経て、1923年よりケンブリッジ大学キングス・カレッジ在籍。
1937年慶應義塾大学　経済学博士　論文の題は「英国資本主義の成立過程」。
1950年に日本学士院会員となり、他に慶應義塾図書館長、東京大学経済学部講師、日本学術会議会員、文部省科学研究費総合研究「近世庶民資料調査研究」委員長、文部省史料館評議会長、経済学部適格審査委員会委員長などを歴任した。墓所は横浜市のカトリック山手教会墓地。

### 年表
- 1896年 - 東京市に生まれる
- 1918年 - 慶應義塾大学部理財科卒業
- 1925年 - 同大学教授
- 1937年 - 経済学博士
- 1943年 - 慶應義塾大学亜細亜研究所参与
- 1945年 - 立教大学経済学部講師
- 1947年 - 東京大学経済学部講師
- 1950年 - 日本学士院会員、慶應義塾評議員
- 1954年 - 世界人口会議出席
- 1955年 - 万国学士院連合会議出席
- 1960年 - 日本学士院賞を受賞

## 業績
当初は経済学の理論に関する研究を中心に行なっていたが、イギリスを中心とする経済史の研究に重心を移した。さらに1929年頃から日本経済思想史の研究に傾き、地方書・農書・経世論の研究に従事。滝本誠一に続いて江戸時代の経済思想の先駆者となり、百姓一揆、中江藤樹や熊沢蕃山、荻生徂徠、新井白石、福澤諭吉の経済思想などを研究した。

## 著書
- 『經濟的文化と哲學』国文堂書店（1920年）
- 『社會生活と理想哲學』下出書店（1921年）
- 『近世商業史』改造社、1926
- 『経済史研究 第1巻』叢文閣　1926
- 『欧洲印象記』日本評論社 1927
- 『英国資本主義成立史』改造社 1928
- 『世界商業史 総論古代篇』丸善 1929
- 『世界経済発展史論』同文館 1932　改題「近世経済史概論」
- 『荻生徂徠』三省堂（1934年）
- 『徳川時代の社会経済思想概論 新経済全集 第31』日本評論社 1934
- 『日本経済学説史資料 徳川時代』慶応義塾出版局 1935
- 『英国経済史概論』南郊社 1936
- 『歴史と科学』慶応義塾出版局 1936
- 『英国資本主義の成立過程』有斐閣（1937年）
- 『概観日本経済思想史』慶応出版社 1939
- 『徳川時代の経済思想』日本評論社(1939年)
- 『一般経済史概論』有斐閣、1940
- 『經濟史　入門経済学』ダイヤモンド社（1940年）
- 『むかしと今と』ダイヤモンド社 1940
- 『維新前後』日本評論社（1941年）
- 『徳川封建社会の研究』日光書院、1941
- 『江戸時代の経世家』ダイヤモンド社 1942
- 『商業政策講話　入門経済学』ダイヤモンド社、1942
- 『五人組帳の研究』有斐閣(1943年)
- 『探史餘瀝』ダイヤモンド社（1943年）
- 『随筆文化建設』慶応出版社 1946
- 『日本経済史　徳川時代』東洋経済新報社、1947
- 『日本經濟思想』（1947年）
- 『近世經濟史槪論』自由書房（1948年）
- 『近世社会経済史研究 徳川時代』青木書店 1948
- 『近世日本の經世家』泉文堂（1948年）
- 『日本経済学説史』勁草書房、1948
- 『日本經濟史』慶應通信教育圖書 1948
- 『日本経済史序説 古代・中世』有斐閣 1948
- 『福澤諭吉の根本理念』東洋経済新報社（1948年）
- 『村明細帳の研究』有斐閣(1949年)
- 『日本社会経済史』ダイヤモンド社、1950
- 『日本経済思想史 教材』慶応通信 1955
- 『江戸』至文堂 日本歴史新書 1958
- 『日本経済史の研究』慶応通信 1958
- 『福沢諭吉 人とその思想』慶応通信 1958
- 『一般経済史概論』有斐閣 1959

### 編著
- 『日本経済学説史資料. 第1分冊 慶応義塾出版局 1931
- 『熊沢蕃山集』（1935年）

### 翻訳
- アシユレー『英国経済史及学説』岩波書店 1922-32

## 所属学会・機関等
- 社会経済史学会
- 国際交通文化協会評議員
- 東洋貨幣協会名誉会員
- 日本学術振興会第三常置委員会委員
- 日本諸学振興会経済学部臨時委員・委員会経済学部専門委員
- 東京都食料営団史編纂監修
- 高等文官試験臨時委員(経済史)
- 近世庶民史料調査特別委員会副委員長
- 文部省学術史料調査員
- 日本学術会議第三部全国区会員
- 国語審議会委員
- 日本ユネスコ国内委員会委員
- 文部省史料館評議会長
- 人口問題審議会委員